# Hecalus nitobei
Hecalus nitobei är en insektsart som beskrevs av Matsumura 1912. Hecalus nitobei ingår i släktet Hecalus och familjen dvärgstritar. Inga underarter finns listade i Catalogue of Life.